# Men of Honor
 Men of Honor és una pel·lícula estatunidenca dirigida per George Tillman Jr., estrenada el 2000, amb Robert De Niro, Cuba Gooding Jr., David Conrad i Charlize Theron en els papers principals.
La pel·lícula està basada en fets reals de la vida de Carl Brashear.

## Argument
La història verdadera de Carl Brashear, primer afroamericà que va entrar a la U.S. Navy com a submarinista-escafandrer. L'endemà de la Segona Guerra Mundial, i encara que la marina americana havia posat oficialment fi a la segregació racial en el seu si, el seu color de pell el fa xocar amb reticències que combat sense descans.

## Repartiment
- Robert De Niro
- Cuba Gooding Jr.
- Charlize Theron
- Aunjanue Ellis
- Hal Holbrook
- Michael Rapaport
- Powers Boothe
- David Keith
- Holt McCallany
- David Conrad
- Joshua Leonard
- Carl Lumbly
- Lonette McKee
- Glynn Turman
- Joshua Feinman
- Richard Radecki
- Dennis Troutman

## Premis i nominacions

### Nominacions
- 2002. Grammy al millor àlbum de banda sonora per pel·lícula, televisió o altre mitjà visual per Mark Isham
- 2002. Grammy a la millor cançó per pel·lícula, televisió o altre mitjà visual per Brandon K. Hampton i Brian McKnight amb "Win".